# Бањаја (Арецо)
Бањаја је насеље у Италији у округу Арецо, региону Тоскана.
Према процени из 2011. у насељу је живело 43 становника. Насеље се налази на надморској висини од 333 м.